# スバル・アルシオーネSVX
アルシオーネSVX（Alcyone SVX）は、富士重工業（現・SUBARU）が1991年から1996年にかけて製造・販売していたクーペ型の普通乗用車（スペシャルティカー）である。

## 概要
キャッチコピーは「遠くへ、美しく」、「500miles a day」。製造は富士重工業群馬製作所本工場（現: 株式会社SUBARU 群馬工場）で行われていた。日本国外ではスバル・SVXとして販売された。
先代のアルシオーネがプラザ合意による急激な円高で販売コンセプトが大きく迷走したこともあり、北米市場で活況を示していたパーソナルクーペ市場をターゲットに投入された。メカニズムは先代から大きく一新されており、直接のつながりは無い。
主なマーケットを北米としていたこともあり、発表は日本に先行してデトロイトショーで行われた。国際性のあるグランツーリスモと位置づけ、開発のポイントとして先代の高い空力性能（Cd値=0.29）は引き継ぎつつ、長距離を快適に走る事を目指した。
イタルデザインのジョルジェット・ジウジアーロによるエクステリアデザインが大きな特徴であり、当初のデザインスケッチやモックアップの段階ではリトラクタブル・ヘッドライトが備えられていたが、市販モデルでは窓井崇史デザインによる固定式となった。グラスtoグラスのキャノピーはミッドフレームウインドーを日本で初めて採用している。これはドアガラスがルーフ面にまで回り込む形状であることからサイドウィンドウ全体を開閉できないため、一部だけを開閉するようにしたものである。
3.3Lという中途半端な排気量は、車の性格上パワーを追求するものではないため、自然吸気のフィーリングのほうが相応しいという理由によるものだという。
前述のグランツーリスモというコンセプトの位置付けに倣い、トランスミッションは4速ATのみの設定となった。しかし、このトランスミッションはレガシィ用をベースとしたため最大許容トルクが小さく、不具合に至りやすいという欠点があった。後年、同メーカーのインプレッサの5速または6速MTに改装するカスタマイズを行った例もある。
駆動方式も日本国内では4WDのみとなり、先代モデルに存在したFFは北米仕様のみの設定となった。型式は「バージョンL」がCXD、北米仕様限定のFFモデルはCXV、それ以外はCXW。
意欲的なスタイリングコンセプトとメカニズムを持った本車であったが、車体価格が312 - 439.4万円と高価で、さらに日本での販売時期がバブル崩壊と重なったこともあり、苦戦を強いられた。また、発売当時は「スバル（SUBARU）」自体のブランドイメージが高級車市場でまだ周知されていなかった点も苦戦の理由として挙げられる。1996年12月に製造終了、販売期間中の新車登録台数の累計は5944台。
直接の後継車種はリリースされず、本車の販売終了後、スバルのクーペ専用車種はBRZまで存在しなかった。

## 歴史 CXD/CXW/CXV型（1991年 - 1996年）

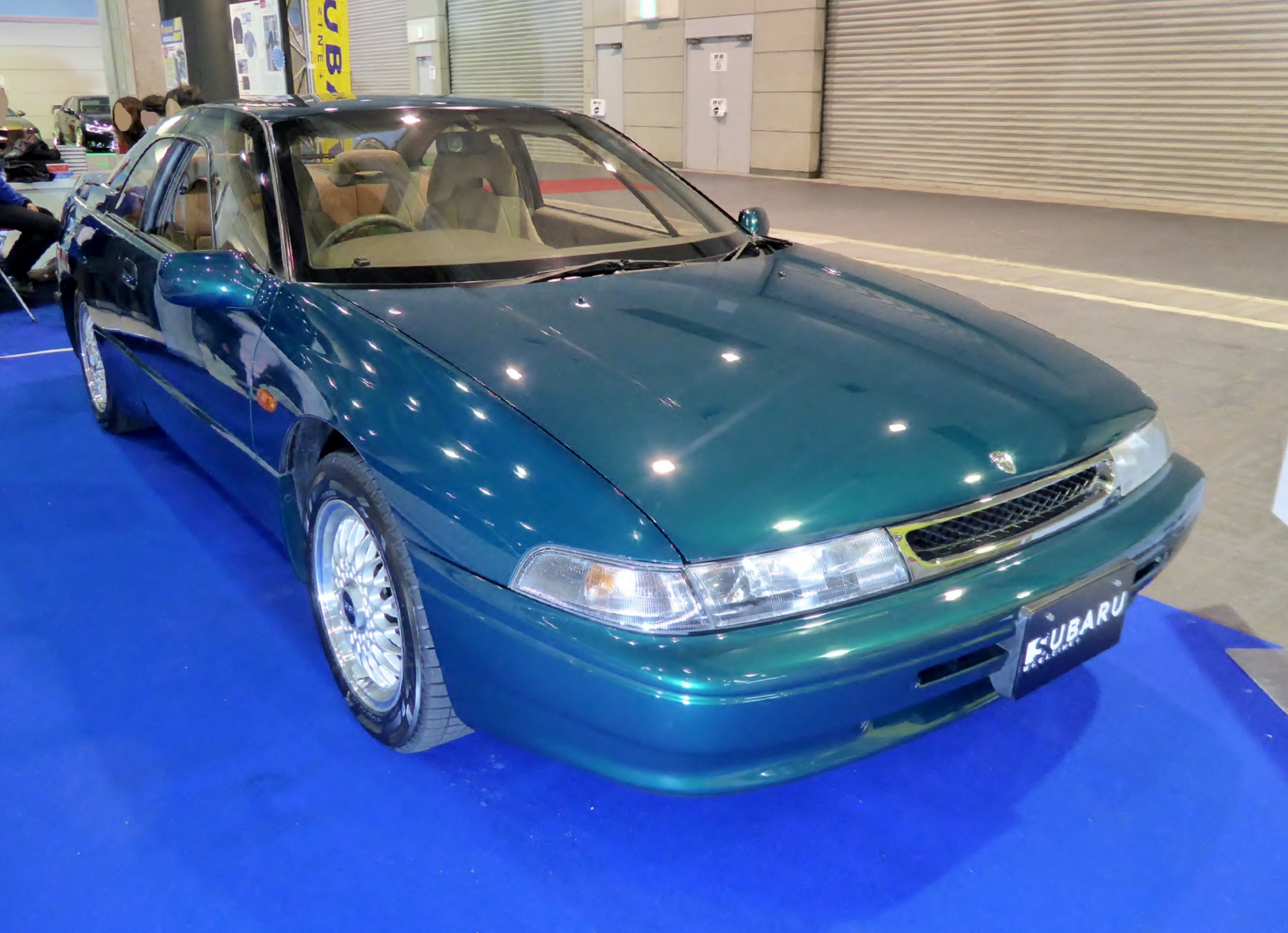
S4

1991年（平成3年）9月
発売。グレード展開は「バージョンL」と「バージョンE」の2種。フルオートエアコンや16インチアルミホイールを標準装備とし、上級グレードの「バージョンL」には4WS・クルーズコントロールや本革シートも備わる。ボディカラーはシルバーメタリック/グレーメタリック2トーン、ダークグレーメタリック、ブラックマイカ、レッドマイカ、クリムソンマイカ、ホワイトマイカの6種類。
1993年（平成5年）11月
富士重工業40周年を記念し、特別仕様車「S40」を300台限定で発売。「バージョンE」をベースに、新冷媒対応エアコン（VL/VEのR12からHFC134aに変更）、ブルーガラスウィンドウ、専用インストルメントパネル（グレー調）、ミスティモケットシートを採用。ボディカラーはピーコックブルーメタリックとシルバーメタリックの2種類。
1994年（平成6年）7月
特別仕様車「S40II」を300台限定で発売。前年に発売した「S40」をベースに、ルーフとリアデッキまでボディ同色のカラーリングを施した。ボディカラーはライトシルバーメタリックとエメラルドグリーンマイカの2種類。
1994年（平成6年）11月
特別仕様車「S3」を500台限定で発売。「バージョンE」をベースに、BBS製鍛造アルミホイールや高級オーディオを標準装備。ボディカラーはライトシルバーメタリック、ブルーマイカとブライトグリーンマイカの3種類。
1995年（平成7年）7月
特別仕様車「S4」を発表。BBS製鍛造アルミホイールの採用やフロントグリル等のエクステリアを変更。運転席・助手席デュアルSRSエアバッグを標準装備。インストルメントパネルはVL/VEと同様の木目調に戻ったがインテリアはベージュ基調となる。ボディカラーはライトシルバーメタリック、ボルドーレッドマイカとブライトグリーンマイカの3種類。
1996年（平成8年）12月
生産終了。在庫対応分のみの販売となる。

## 車名の由来
アルシオーネは、すばる（プレアデス星団）に属している恒星であるおうし座η星の名前「アルキオネ」(Alcyone)にちなんでおり（スバルのマークで言えば六連星のうちの一番大きい星）、スバルのフラグシップであることを表している。
SVXとは、「Subaru Vehicle X」の略。スバルが提唱した「グランドツアラー」を象徴した呼び名である。